# تیم ملی فوتبال زنان ایران
تیم ملی فوتبال زنان ایران، نامور به شیرزنان ایرانی، نمایندهٔ ایران در مسابقات بین‌المللی فوتبال زنان در سراسر جهان است و توسط فدراسیون فوتبال ایران (FFIRI) کنترل می‌شود. تیم ملی زنان ایران نخستین بازی فرامرزی خود را در ماه مه ۱۹۷۱ در برابر ایتالیا و نخستین بازی فرامرزی رسمی فیفا خود را در سپتامبر ۲۰۰۵ در برابر سوریه انجام داد.
ورزشگاه خانگی تیم، ورزشگاه آرارات تهران است. از ورزشگاه آزادی نیز به عنوان خانهٔ غیررسمی تیم نام برده می‌شود. کیت اول تیم یک‌دست سفید و دوم همواره سرخ بوده است که هردو کیت پس از انقلاب ۱۹۷۹، همراه با لگ یا جوراب‌شلواری هم‌رنگ کیت پوشیده می‌شوند.
این تیم، از نخستین بنیان‌گذاری‌های فوتبال زنان در خاورمیانه بود که به دلیل سیاست‌های دولتی اجتماعی و فرهنگی پهلوی دوم، زودتر از کشورهای منطقه تشکیل گردید. پس از انقلاب ۱۳۵۷، اگرچه پیشرفت و فعالیت تیم برای دهه‌ها از حرکت ایستاد اما با پشتیبانی مردم از فوتبال زنان، در سال ۲۰۰۵، دوباره آغاز شد و تیم، با سوریه بازی برگزار کرد. این تیم حتی پس از بنیان‌گذاری دوباره در ۲۰۰۵، برای سال‌ها از امکانات تمرین، پوشاک، کیت، سرمربی، کادر فنی کامل و حتی پوشش رسانه‌ای برخوردار نبوده است و بازی‌های دوستانهٔ اندکی نیز برگزار کرده است. پس از پیشرفت فوتبال زنان در آسیا و سختگیری کنفدراسیون فوتبال آسیا برای بهبود وضعیت زنان فوتبالیست ایران، از دههٔ ۲۰۲۰، امکانات مناسب‌تری به این تیم اختصاص یافته است.
تیم ملی فوتبال زنان ایران تاکنون هیچ جام فرامرزی معتبری کسب نکرده است. این تیم سه بار (۲۰۰۵، ۲۰۰۷، ۲۰۱۱) در جام فوتبال زنان غرب آسیا و دو بار (۲۰۱۸، ۲۰۲۲) در جام فوتبال آسیای مرکزی به نایب قهرمانی رسیده است.

## پیشینه

### نخستین تلاش‌ها

نمایی از بازی ایران و ایتالیا؛ بسیاری از بازیکنان نمایندهٔ ایران از تیم زنان تاج بودند.

پیشینهٔ فوتبال زنان در ایران به دههٔ چهل خورشیدی برمی‌گردد. در سال ۱۳۴۹ زنان ایران اجازه تمرین و بازی فوتبال در محل‌های اختصاصی را یافتند. نخستین تیم فوتبال زنان ایران توسط باشگاه فوتبال تاج بنیانگذاری شد و باشگاه تاج برای زنان کلاس‌های تمرینی گذاشت. به دنبال آن، باشگاه‌های پرسپولیس و دیهیم نیز تیم‌های زنان خود را بنیانگذاری کردند و با بالا رفتن شمار تیم‌ها و استقبال دختران از این رشتهٔ ورزشی، فدراسیون فوتبال ایران نیز تشکیل نخستین تیم ملی زنان ایران را در دستور کارش قرار داد و چند زن توانمند را برای آموزش در زمینهٔ مربیگری به کلاس‌های آموزشی فیفا فرستاد.
پری اباصلتی از بنیانگذاران انجمن دوشیزگان و بانوان و مجله بانوان، تیم منتخبی از بازیکنان فوتبال زنان ایتالیا را دعوت کرد تا در روز ۱۷ اردیبهشت ۱۳۵۰، در دیداری دوستانه برابر نماینده ایران، تیم فوتبال زنان تاج قرار بگیرند. در این مسابقه که نخستین بازی بین‌المللی فوتبال زنان ایران بود، تیم تاج با نتیجه ۲ بر ۰ شکست را پذیرفت. در این بازی، ژنیک شهبازیان دروازه‌بان تیم تاج، بهترین بازیکن زمین بوده و بارها مانع باز شدن دروازه تیم تاج شده است.

### دوران جمهوری اسلامی

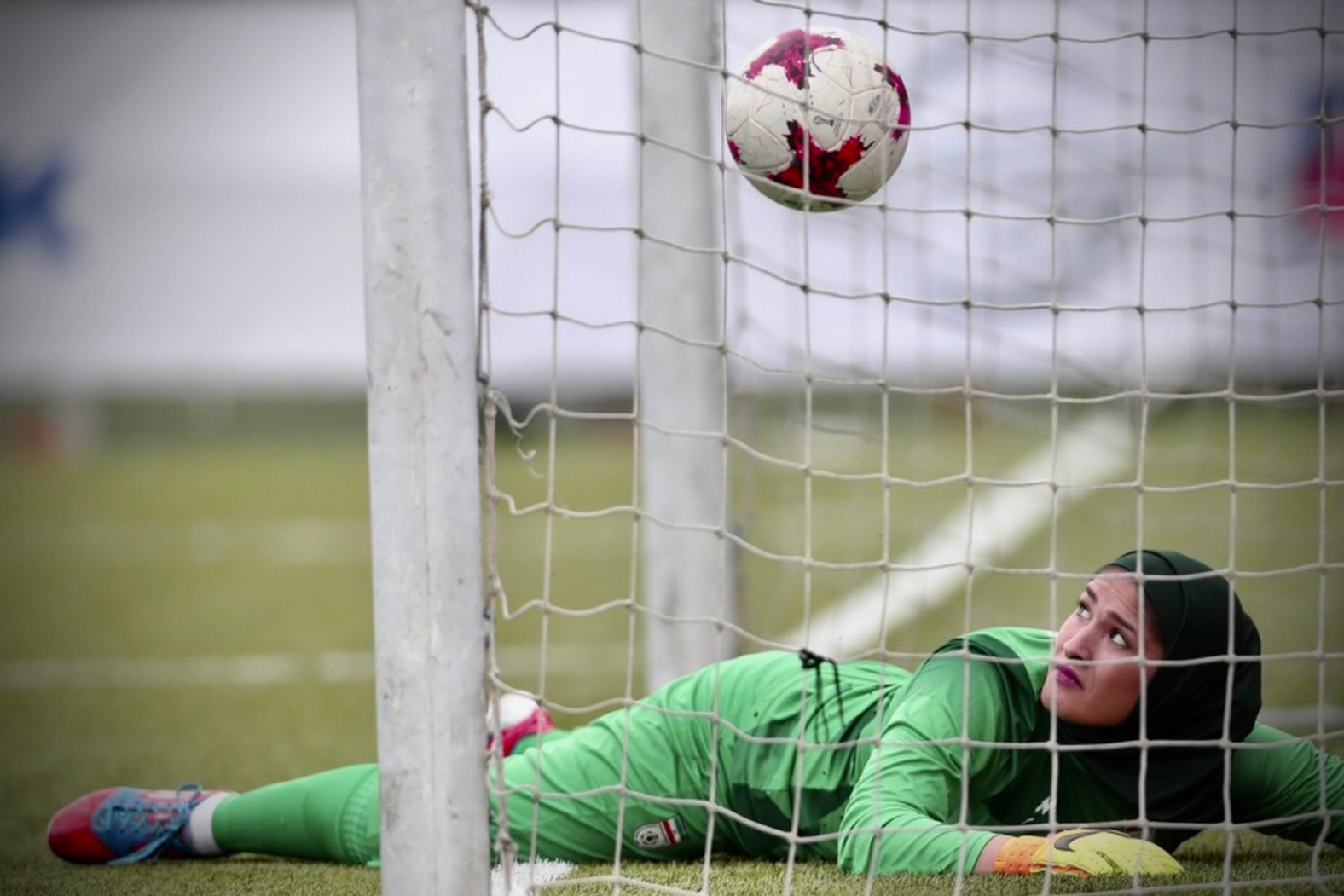
زهرا خواجوی، از اثرگذارترین دروازه‌بان‌های تاریخ تیم ملی فوتبال زنان ایران هنگام دریافت یک گل.

پس از رخ دادن انقلاب ۱۳۵۷ فوتبال زنان ایران، به‌طور کامل تعطیل شد و پس از دهه‌ها تعطیلی، برای آغاز دوباره، دستخوش دگرگونی‌های بسیاری شد. بازیکنان زن مجبور به داشتن حجاب کامل شدند و تماشاچیان مرد از حضور در ورزشگاه زنان منع شدند. در سال ۲۰۰۵ و در بازی‌های قهرمانی غرب آسیا، تیم ملی فوتبال زنان ایران برای نخستین‌بار بعد از انقلاب در مسابقات شرکت کرده و به مقام دوم رسید. این دوره از بازی‌ها در سپتامبر و اکتبر سال ۲۰۰۵ در شهر امان کشور اردن برگزار شد.
در مه سال ۲۰۰۶ این تیم در یک بازی دوستانه به مصاف تیم ب اس فاو الدرسیم اسبور شهر برلین کشور آلمان رفت. این بازی در ورزشگاه آرارات تهران برگزار شد که با نتیجه ۲–۲ مساوی به پایان رسید.
تیم فوتبال زنان ایران در سال ۲۰۰۷ نیز در بازی‌های قهرمانی غرب آسیا به مقام دوم رسید.

#### دهه ۲۰۲۰ و پیشرفت نسبی

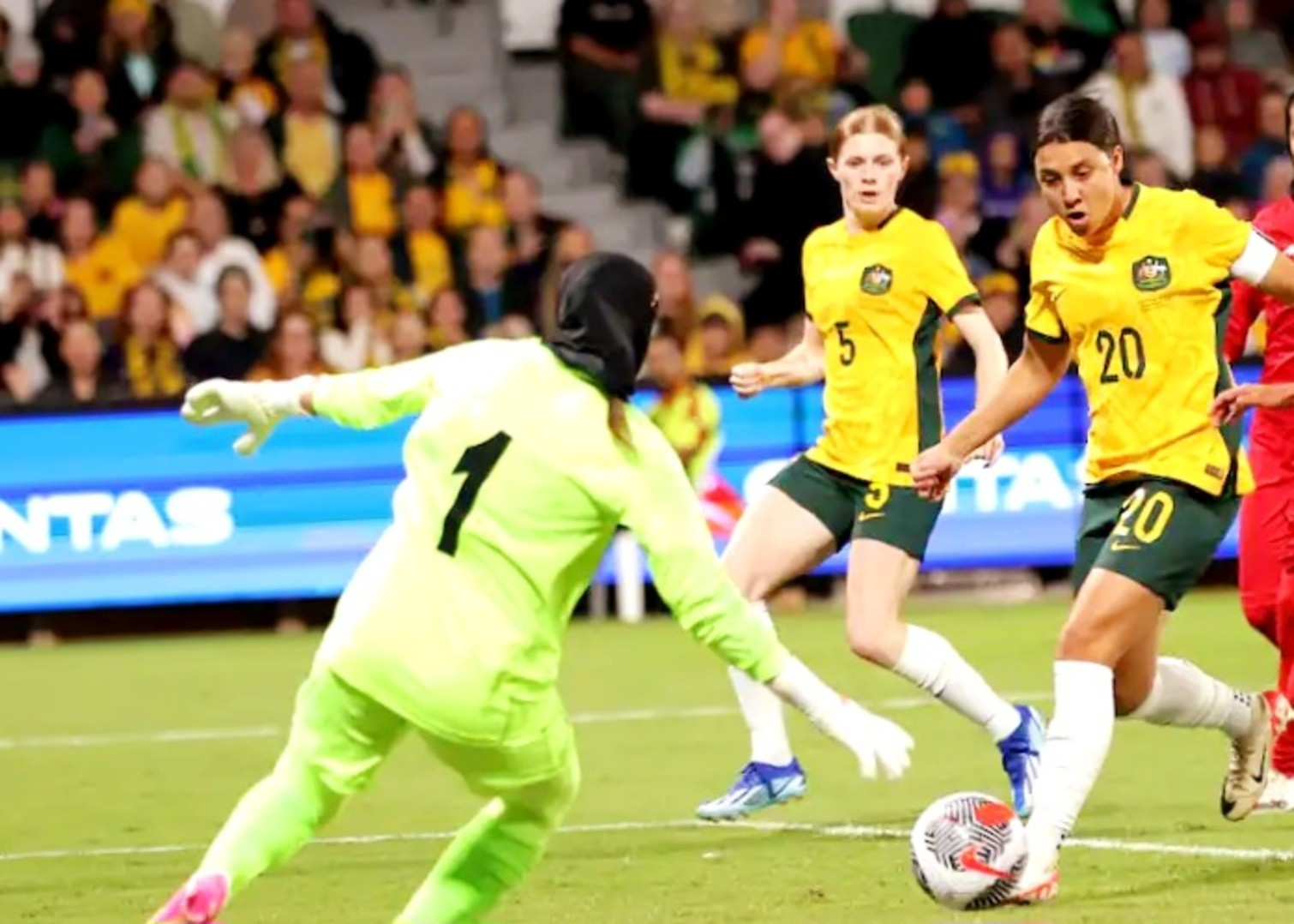
نمایی از بازی ایران و استرالیا در ۲۰۲۳ که با شکست ۲ بر ۰ ایران همراه شد.

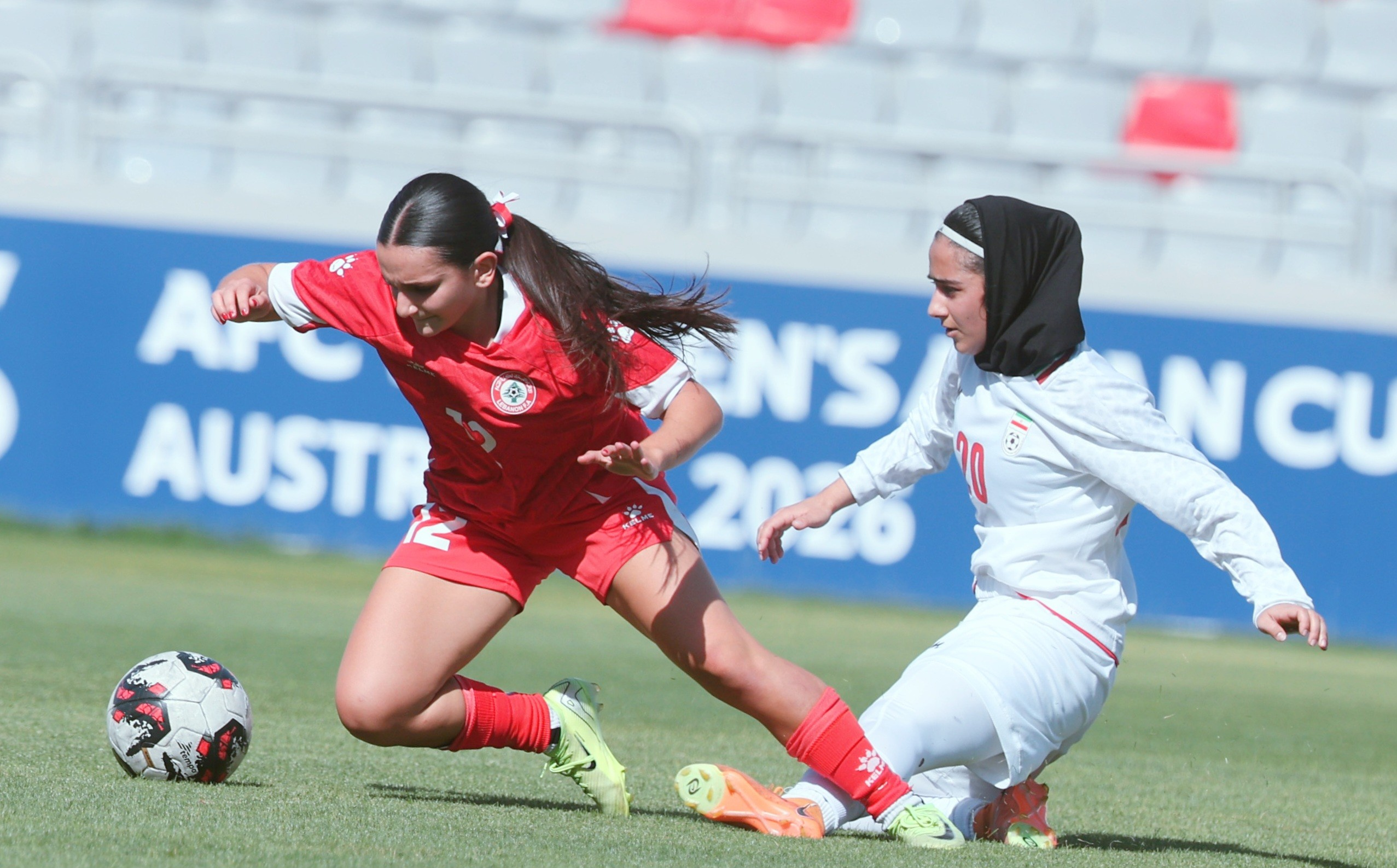
شکست ایران در برابر لبنان در جریان انتخابی جام آسیایی ۲۰۲۶

در اوایل دههٔ ۲۰۲۰، همزمان با افزایش هواداران تیم ملی فوتبال زنان ایران، چه در میان مردان و چه زنان، تیم توانست با توجه به پشتیبانی از سوی کنفدراسیون فوتبال آسیا و فیفا، پیشرفت‌هایی کند و به امکانات استانداردتری دسترسی داشته باشد.
این تیم در مرحله مقدماتی جام ملت‌های زنان آسیا ۲۰۲۲ با پیروزی در ضربات پنالتی مقابل تیم ملی اردن، به مسابقات جام ملت‌های زنان آسیا ۲۰۲۲ راه یافت. این نخستین راهیابی تیم ملی زنان ایران به مسابقات جام ملت‌های زنان آسیا بود.
در نخستین بازی تاریخی تیم زنان ایران، ایران با بدون گل نگه داشتن بازی، هند را تحت تأثیر قرار داد، اما پس از حذف شدن هند از بازی‌ها به دلیل بیماری همه‌گیری کووید، تنها امتیاز ایران از دست رفت و به این ترتیب ایران در برابر چین و چین تایپه آسیب‌پذیر شد و با نتیجه ۰–۷ و ۰–۵ شکست خورد و با نتایجی فاجعه‌بار، به عنوان بدترین تیم سوم، حذف شد.
در سال ۲۰۲۳، گزارشی در بی‌بی‌سی فارسی از کمبود امکانات و بازی‌های دوستانه برای این تیم خبر داد. در این گزارش به «عدم تمایل» فدراسیون فوتبال ایران برای داشتن تیم زنان اشاره شده است. در مسابقات انتخابی المپیک بانوان AFC 2024، شاگردان مریم آزمون یک تساوی و دو شکست (در دور دوم مسابقات) به دست آوردند که اگرچه، باخت جزئی آنها در برابر استرالیا قدرتمند برای هواداران ایرانی، قابل پیش‌بینی بود.

## چالش‌ها

### حجاب

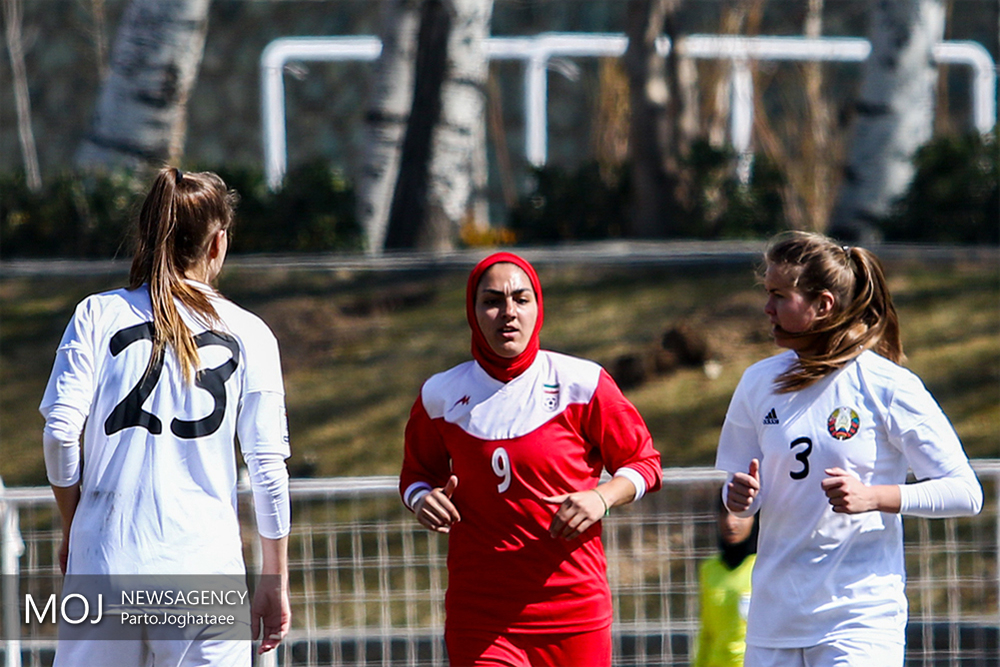
نمایی از تفاوت پوشش بازیکنان ایران و خارجی در بازی دوستانهٔ ایران و بلاروس در ۲۰۱۹.

#### ممنوعیت بین‌المللی برای تیم
در سال ۲۰۱۱ تیم فوتبال زنان ایران به دلیل بهره‌گیری از حجاب اسلامی در پوشش، از سوی فیفا اجازهٔ حضور در دور دوم بازی‌های انتخابی المپیک ۲۰۱۲ لندن را از دست داد. کیت پوشیده‌شده توسط تیم ملی فوتبال ایران متشکل از یک حجاب مقنعه‌ای و هدبند، پیراهن آستین‌بلند گشاد، شلوار و جوراب بود که بر پایهٔ استاندارهای فیفا برای ورزشکاران، رد شد. یکی از مشکل‌های ورزشکاران زن فوتبالیست این است که در زمان بازی حق ندارند آستین پیراهن خود را بالا بکشند یا در صورت به عقب کشیده شدن مقنعه و هدبند در اثر ضربه سر به توپ یا فعالیت ورزشی با تذکر نماینده بازی مواجه خواهند شد و در صورت عدم اصلاح به علت رفتار غیر ورزشی مستوجب اخطار شناخته می‌شوند. کارشناسان باور داشتند این مقررات حواس بازیکنان را پرت می‌کند و آنان ناچارند همهٔ زمان مسابقه تمرکز خود را به جای بازی به حجاب و پوشش خود بدهند و در نتیجه عملکرد خوبی نداشته باشند. این مشکل، پس از رایزنی‌های فدراسیون فوتبال ایران با فیفا در سال ۲۰۱۲ حل شد تا زنان فوتبالیست ایران، امکان حضور در تورنمنت‌های بین‌المللی را با حجاب مد نظر جمهوری اسلامی داشته باشند.

#### چالش‌های حجاب برای بازیکنان
افزون بر محرومیت بین‌المللی، حجاب باعث مشکل برای خود بازیکنان تیم ملی نیز شده است. محرومیت از داخل کشور به دلیل افتادن حجاب هنگام شادی پس از گل، سختی حرکت، تحمل وزن افزوده، گرما و رطوبت نیز از جمله این مشکلات بوده‌اند. در نمونه‌ای، معصومه حسرتی، بازیکن پیشین تیم ملی فوتبال ایران، پوشش اجباری دوران جمهوری اسلامی را یکی از دشواری‌های پیش روی بازیکنان زن ایرانی می‌دانست. او به بی‌بی‌سی فارسی گفته بود: «من خودم سال‌ها با این پوشش بازی کردم و بسیار اذیت شدم»؛ او از رطوبت و سرما گفت و ادامه داد: «پوشش ما فقط یک مقنعه نبود. باید زیر شلوارک، ساپورت می‌پوشیدیم، جوراب‌های‌مان را تا بالا می‌کشیدیم و اگر پایین می‌افتاد، تذکر می‌گرفتیم. زیر پیراهن هم باید لباس دیگری می‌پوشیدیم تا هنگام زمین‌خوردن بدن‌مان مشخص نشود.»؛ «من در پست مدافع بازی می‌کردم و مدام در حال زدن ضربات سر بودم. این باعث می‌شد مقنعه‌ام بیفتد و داور هشدار می‌داد که اگر تکرار شود، کارت می‌گیرم. حتی آستین‌های‌مان هم اگر بالا می‌رفت، به ما تذکر می‌دادند. در چنین شرایطی، بازی کردن واقعاً سخت می‌شود. بازیکن به‌جای تمرکز بر بازی باید مراقب باشد که هیچ قسمتی از پوششش تغییر نکرده باشد و این فشار مضاعفی بر استرس بازی اضافه می‌کند».

### مربیان مرد و دیدگاه روحانیت ایران
مربیان مرد تیم ملی فوتبال زنان ایران، دچار ممنوعیت یا محدودیت‌هایی بوده‌اند که توسط روحانیت ایرانی وضع شده بود. در نمونه‌ای، یک مربی مرد تیم ملی فوتبال زنان ایران، مجبور شده بود بدون دیدن بازیکنان، آنان را تمرین دهد.

## ورزشگاه
ورزشگاه خانگی تیم، ورزشگاه آرارات در پایتخت ایران، تهران است. از ورزشگاه آزادی نیز به عنوان خانهٔ غیررسمی تیم نام برده می‌شود و حتی کادر فنی تیم درخواست بازی در این ورزشگاه را داده‌اند که هرگز با مخالفت رسمی مقامات روبرو نشد اما هرگز بازی‌های تیم در آزادی برگزار نشده است.

## تصویر تیم

### لقب‌ها
تیم ملی فوتبال زنان ایران با نام «شیرزنان ایرانی» (یا گاهی شیرزنان) شناخته شده است. تیم ملی فوتبال زنان ایران از دههٔ ۲۰۱۰ به‌طور گسترده با لقب ستاره‌های پارسی نیز شناخته می‌شود. «زنان پارسی» یا بانوان پارسی نیز از دیگر لقب‌های این تیم در فوتبال آسیا بوده‌اند.

### پوشش رسانه‌ای و تبلیغ تیم
در دهه‌های پس از انقلاب ۱۹۷۹، پوشش رسانه‌ای فوتبال زنان در ایران با مشکلاتی روبرو بود، اما مسابقه‌های تیم ملی زنان معمولاً توسط مردان و زنان ایرانی در رسانه‌های ملی و خارجی دنبال می‌شدند. مستندها و برنامه‌های ورزشی فارسی‌زبان در مورد پتانسیل بازیکنان و تاریخچه این تیم ساخته می‌شوند.
اینستاگرام وابسته به فدراسیون فوتبال ایران، تنها رویدادهای مهم تیم را پوشش داده است و تیم، فاقد شبکه‌های اجتماعی اختصاصی است.

### کیت‌ها و نشان
نشان تیم، اختصاصی نیست و همان لوگوی فدراسیون فوتبال ایران بوده است.
کیت اول تیم یک‌دست سفید و دوم نیز یک‌دست سرخ است. به دلیل قوانین داخلی ایران، جوراب‌شلواری یا لگ زنانه نیز بخشی از کیت تیم ملی فوتبال زنان ایران بوده است.

## هواداران

### ممنوعیت‌ها برای هواداران مرد
اگرچه در دوران جمهوری اسلامی، بازی‌های خانگی تیم ملی فوتبال زنان ایران در فضاهای محدود و با روش‌های شدید امنیتی برای پیشگیری از ورود مردان ایرانی برای تماشای بازی، برگزار شده‌اند، اما بازی‌های خارج از خانهٔ تیم زنان، توسط ایرانیان خارج از کشور مورد استقبال قرار گرفته‌اند و این تیم در خارج از ایران، در میان مردان ایرانی نیز همواره محبوب و مورد استقبال بوده است.

## نتایج بازی‌ها
برنده
      مساوی
      بازنده
| تاریخ         | ورزشگاه       | حریف     | مسابقه                    | نتیجه      | گلزنان ایران | عنوان |
| ------------- | ------------- | -------- | ------------------------- | ---------- | ------------ | ----- |
| ۱۱ فوریه ۲۰۱۳ | تهران، ایران  | اردن     | بازی دوستانه              | ۲–۱ برنده  |              |       |
| ۱۳ فوریه ۲۰۱۳ | تهران، ایران  | اردن     | بازی دوستانه              | ۲–۰ برنده  |              |       |
| ۲۱ می ۲۰۱۳    | داکا، بنگلادش | فیلیپین  | ۲۰۱۴                      | ۰–۶ بازنده |              |       |
| ۲۳ می ۲۰۱۳    | داکا، بنگلادش | بنگلادش  | ۲۰۱۴                      | ۲–۰ برنده  |              |       |
| ۲۵ می ۲۰۱۳    | داکا، بنگلادش | تایلند   | ۲۰۱۴                      | ۱–۵ بازنده |              |       |
| ۸ فوریه ۲۰۱۵  | تهران، ایران  | ازبکستان | بازی دوستانه              | ۰–۱ بازنده |              |       |
| ۲۲ مارس ۲۰۱۵  | تایپه         | لائوس    | مرحله مقدماتی المپیک ۲۰۱۶ | ۵–۱ برنده  |              |       |
| ۲۴ مارس ۲۰۱۵  | تایپه         | تایوان   | مرحله مقدماتی المپیک ۲۰۱۶ | ۰–۱ بازنده |              |       |
| ۲۱ اکتبر ۲۰۱۶ | سوئد          | سوئد     | بازی دوستانه              | ۰–۷ بازنده |              |       |
| ۶ مارس ۲۰۱۷   | ایران         | اوکراین  | بازی دوستانه              | ۰–۰ مساوی  |              |       |
| ۰۰/۳/۱۸       | بلاروس        | ایران    | دوستانه                   | ۰–۶ بازنده |              |       |

## مسابقات بین‌المللی

### جام جهانی
| جام جهانی    | جام جهانی | جام جهانی | جام جهانی | جام جهانی | جام جهانی | جام جهانی | جام جهانی | جام جهانی |
| سال          | نتیجه     | رتبه‌بندی  | بازی      | برد       | مساوی     | باخت      | گل زده    | گل خورده  |
| ------------ | --------- | --------- | --------- | --------- | --------- | --------- | --------- | --------- |
| ۱۹۹۱ تا ۲۰۰۷ | عدم شرکت  | -         | -         | -         | -         | -         | -         | -         |
| ۲۰۱۱ تا ۲۰۲۳ | عدم صعود  | -         | -         | -         | -         | -         | -         | -         |
| جمع          | ۰/۹       | -         | -         | -         | -         | -         | -         | -         |

### جام ملت‌های آسیا

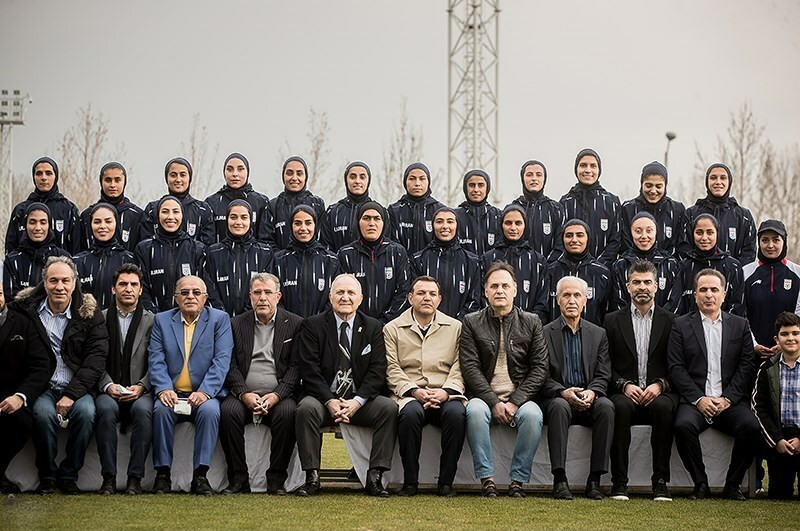
مراسم بدرقه تیم ملی فوتبال زنان به جام ملت‌های زنان آسیا ۲۰۲۲ شنبه ۲۵ دی ماه ۱۴۰۰ با حضور دراگان اسکوچیچ مربی تیم ملی فوتبال مردان ایران، شهاب‌الدین عزیزی خادم رئیس فدراسیون فوتبال ایران و جمعی از پیشکسوتان فوتبال در هتل آکادمی فوتبال

| جام ملت‌های آسیا | جام ملت‌های آسیا | جام ملت‌های آسیا | جام ملت‌های آسیا | جام ملت‌های آسیا | جام ملت‌های آسیا | جام ملت‌های آسیا | جام ملت‌های آسیا |
| سال             | رده             | بازی            | برد             | مساوی           | باخت            | گل زده          | گل خورده        |
| --------------- | --------------- | --------------- | --------------- | --------------- | --------------- | --------------- | --------------- |
| ۱۹۷۵ تا ۲۰۰۸    | عدم شرکت        | -               | -               | -               | -               | -               | -               |
| ۲۰۱۰ تا ۲۰۱۸    | عدم صعود        | -               | -               | -               | -               | -               | -               |
| ۲۰۲۲            | مرحله گروهی     | ۲               | ۰               | ۰               | ۲               | ۰               | ۱۲              |
| جمع             | ۱/۱۹            | ۲               | ۰               | ۰               | ۲               | ۰               | ۱۲              |

### بازی‌های المپیک
| بازی‌های المپیک | بازی‌های المپیک | بازی‌های المپیک | بازی‌های المپیک | بازی‌های المپیک | بازی‌های المپیک | بازی‌های المپیک | بازی‌های المپیک |
| سال            | رده            | بازی           | برد            | مساوی          | باخت           | گل زده         | گل خورده       |
| -------------- | -------------- | -------------- | -------------- | -------------- | -------------- | -------------- | -------------- |
| ۱۹۹۶ تا ۲۰۰۸   | عدم حضور       | -              | -              | -              | -              | -              | -              |
| ۲۰۱۲ تا ۲۰۲۴   | عدم صعود       | -              | -              | -              | -              | -              | -              |
| جمع            | ۰/۶            | -              | -              | -              | -              | -              | -              |

### قهرمانی بازی‌های غرب آسیا
| قهرمانی بازی‌های غرب آسیا | قهرمانی بازی‌های غرب آسیا                         | قهرمانی بازی‌های غرب آسیا                         | قهرمانی بازی‌های غرب آسیا                         | قهرمانی بازی‌های غرب آسیا                         | قهرمانی بازی‌های غرب آسیا                         | قهرمانی بازی‌های غرب آسیا                         | قهرمانی بازی‌های غرب آسیا                         |
| سال                      | رده                                              | بازی                                             | برد                                              | مساوی                                            | باخت                                             | گل زده                                           | گل خورده                                         |
| ------------------------ | ------------------------------------------------ | ------------------------------------------------ | ------------------------------------------------ | ------------------------------------------------ | ------------------------------------------------ | ------------------------------------------------ | ------------------------------------------------ |
| ۲۰۰۵                     | دوم                                              | ۴                                                | ۳                                                | ۰                                                | ۱                                                | ۲۰                                               | ۲                                                |
| ۲۰۰۷                     | دوم                                              | ۳                                                | ۲                                                | ۰                                                | ۱                                                | ۱۷                                               | ۲                                                |
| ۲۰۱۰                     | مرحله گروهی                                      | ۲                                                | ۰                                                | ۰                                                | ۲                                                | ۰                                                | ۵                                                |
| ۲۰۱۱                     | دوم                                              | ۵                                                | ۴                                                | ۱                                                | ۰                                                | ۲۱                                               | ۷                                                |
| ۲۰۱۴                     | شرکت نکرد                                        | -                                                | -                                                | -                                                | -                                                | -                                                | -                                                |
| ۲۰۱۹ به بعد              | ایران از عضویت فدراسیون فوتبال غرب آسیا خارج شد. | ایران از عضویت فدراسیون فوتبال غرب آسیا خارج شد. | ایران از عضویت فدراسیون فوتبال غرب آسیا خارج شد. | ایران از عضویت فدراسیون فوتبال غرب آسیا خارج شد. | ایران از عضویت فدراسیون فوتبال غرب آسیا خارج شد. | ایران از عضویت فدراسیون فوتبال غرب آسیا خارج شد. | ایران از عضویت فدراسیون فوتبال غرب آسیا خارج شد. |
| جمع                      |                                                  | ۱۴                                               | ۹                                                | ۱                                                | ۴                                                | ۵۸                                               | ۱۶                                               |

### قهرمانی فوتبال آسیای مرکزی
| قهرمانی فوتبال آسیای مرکزی | قهرمانی فوتبال آسیای مرکزی | قهرمانی فوتبال آسیای مرکزی | قهرمانی فوتبال آسیای مرکزی | قهرمانی فوتبال آسیای مرکزی | قهرمانی فوتبال آسیای مرکزی | قهرمانی فوتبال آسیای مرکزی | قهرمانی فوتبال آسیای مرکزی |
| سال                        | رده                        | بازی                       | برد                        | مساوی                      | باخت                       | گل زده                     | گل خورده                   |
| -------------------------- | -------------------------- | -------------------------- | -------------------------- | -------------------------- | -------------------------- | -------------------------- | -------------------------- |
| ۲۰۱۸                       | دوم                        | ۴                          | ۳                          | ۰                          | ۱                          | ۱۶                         | ۳                          |
| ۲۰۲۲                       | دوم                        | ۴                          | ۳                          | ۰                          | ۱                          | ۱۰                         | ۱                          |
| جمع                        |                            | ۸                          | ۶                          | ۰                          | ۲                          | ۲۶                         | ۴                          |

## افتخارات

### منطقه‌ای
- قهرمانی فوتبال آسیای مرکزی

 نایب‌قهرمان: ۲۰۱۸، ۲۰۲۲
تیم زیر ۲۳ سال ایران در مسابقات فوق شرکت کرد.
- مسابقات قهرمانی فوتبال زنان غرب آسیا

 نایب‌قهرمان: ۲۰۰۵، ۲۰۰۷، ۲۰۱۱

## بازیکنان

### بازیکنان کنونی[۲۹][۳۰]
| - رها یزدانی - ملیکا متولی - عاطفه ایمانی - فاطمه آمینه برازجانی - عاطفه رمضانی زاده - محدثه ذلفی - فاطمه پسندیده - زهرا سربالی (کاپیتان) - فاطمه شبان - نگین زندی | - سارا دیدار - زهرا علیزاده |  |

#### ترکیب پیشین
- لیست بازیکنان کنونی تیم ملی فوتبال زنان ایران (به‌روزشده در تاریخ: ؟)[۳۱]

| شماره |  | نقش       | بازیکن           |
| ----- |  | --------- | ---------------- |
| ۱     |  | دروازه‌بان | زهرا خواجوی      |
| ۲     |  | مدافع     | فاطمه آمینه      |
| ۶     |  | هافبک     | محدثه زلفی       |
| ۷     |  | مهاجم     | افسانه چترنور    |
| ۸     |  | مدافع     | بهناز طاهرخانی   |
| ۹     |  | مهاجم     | زهرا قنبری       |
| ۱۱    |  | هافبک     | سمانه چهکندی     |
| ۱۳    |  | دروازه‌بان | رها یزدانی       |
| ۱۷    |  | هافبک     | شقایق روزبهان    |
| ۱۸    |  | هافبک     | ملیکا محمدی      |
| ۲۰    |  | مهاجم     | هاجر دباغی       |
| ۲۱    |  | مدافع     | حدیث بساط‌شیر     |
| ۲۳    |  | هافبک     | ثنا صادقی        |
|       |  | مدافع     | زینب عباسپور     |
|       |  | مدافع     | سپیده نزهتی      |
|       |  |           | سحر رمضانی       |
|       |  | هافبک     | شبنم بهشت        |
|       |  |           | اسماء نظری پاکدل |
|       |  | مهاجم     | نگین زندی        |
|       |  | مهاجم     | فاطمه شبان       |
|       |  | دروازه‌بان | سمیرا محمدی      |
|       |  | مهاجم     | فاطمه مخدومی     |

### بازیکنان پیشین
برای دیدن بازیکنان پیشین تیم که در ویکی‌پدیا مقاله دارند، رده:بازیکنان تیم ملی فوتبال زنان ایران را ببینید.

## کادرفنی

### پرسنل کنونی
| پست            | نام            |
| -------------- | -------------- |
| سرمربی         | مرضیه جعفری    |
| دستیار مربی    | مریم ایراندوست |
| مربی بدنسازی   | کتایون خسرویار |
| مربی دروازه‌بان | حمیده حمیدی    |

### فهرست سرمربی‌ها
- عزیز اصلی (۱۹۷۱)

- شهرزاد مظفر (۲۰۰۵)

- زو فانگ شین (۲۰۰۸)
- مریم ایراندوست (۲۰۱۰–۲۰۱۲)
- هلنا کاستا (۲۰۱۲–۲۰۱۴)

- مهناز امیرشاقاقی (۲۰۱۴–۲۰۱۶)
- مریم آزمون (۲۰۱۶–۲۰۲۰)
- مریم ایراندوست (۲۰۲۱–۲۰۲۲)
- مریم آزمون (۲۰۲۲–۲۰۲۵)
- مرضیه جعفری (۲۰۲۵-تاکنون)

### وبگاه‌های رسمی
- وبگاه رسمی
- پروفایل در فیفا

### داده‌های بیشتر
- رویدادهای تیم و خبرها در ورزش سه
- خبرها در ایرنا